# Roca Gibraltar
La roca Gibraltar (en inglés: Gibraltar Rock) es una pequeña isla ubicada a pocos kilómetros al oeste de la isla Remolinos, junto al arrecife Gibraltar, en el extremo noroeste del archipiélago de las Islas Malvinas. El cabo Terrible y la punta de los Desvelos se hallan al frente de la roca.